# Fernando de Moraes
Fernando de Moraes, mais conhecido como Fernando (São Paulo, 21 de janeiro de 1980), é um futebolista brasileiro, naturalizado australiano, que atua como meia. Atualmente, joga pelo South Melbourne.

## Carreira
Antes de se mudar para a Austrália, Fernando atuou no futsal no Brasil e depois no Palestra de São Bernardo. Ele também atua na Seleção Australiana de Futsal.
Num jogo do South Melbourne válido pela 22ª rodada da Victorian Premier League de 2009, mostrando fair play, Fernando devolveu uma bola para o goleiro Martin John do Sunshine George após um companheiro seu ser retirado para atendimento médico. No entanto, Martin acabou não se atentando na jogada e Fernando roubou a bola e marcou o o gol da vitória do South Melbourne por 1–0.

## Títulos

### Clube
South Melbourne
- Victorian Premier League: 2006

### Individual
- Melhor jogador da Victorian Premier League: 2010